# Reinhard Dietel
Reinhard Richard Dietel (* 16. September 1876 in Frankenberg/Sa.; † 11. Januar 1959 ebenda) war ein deutscher Politiker (FVp/DDP) und Erster Vizepräsident der Sächsischen Volkskammer.

## Leben
Dietel besuchte die Volksschule in Niederlichtenberg und Niederbobritzsch sowie das Freiherrlich von Fletchersche Schullehrerseminar in Dresden. Er studierte von 1900 bis 1903 Pädagogik, Philosophie, Germanistik und Religionswissenschaften an der Universität Leipzig. Nach seiner Promotion 1904 war er als Lehrer in Wahren, Zschopau, Annaberg und Zwickau tätig. 
Im Jahr 1921 wurde Dietel Oberstudiendirektor am Lehrerseminar Frankenberg/Sa. Nachdem er nach der Machtergreifung der Nationalsozialisten statt der Hakenkreuzfahne das grün-weiße Sachsenbanner gehisst hatte, wurde er im Oktober 1933 nach Grimma strafversetzt und später zwangsweise pensioniert. 1945 wurde Dietel mit der Leitung der Oberschule in Frankenberg/Sa. beauftragt. 1948 trat er endgültig in den Ruhestand.

## Politik
Von 1909 bis 1918 war Dietel Mitglied der 2. Kammer des Sächsischen Landtages für die Fortschrittliche Volkspartei und Vizepräsident der Kammer. Er war außerdem Vorsitzender des Vereins der Freisinnigen Volkspartei im 21. Reichstagswahlkreis und ab 1918 Vorsitzender des Kreisverbandes der DDP im 3. sächsischen Wahlkreis. 1919/20 amtierte Dietel als Erster Vizepräsident der Sächsischen Volkskammer. Er war von 1919 bis 1933 Vorsitzender des Kreisverbandes Zwickau der Deutschen Demokratischen Partei (DDP).
Nach 1945 engagierte er sich in der LDPD und war ihr Ortsvorsitzender in Frankenberg/Sa. sowie Zweiter Vorsitzender des Kreisverbandes Flöha/Hainichen.
Ein kleiner persönlicher Nachlass liegt im Archiv des Liberalismus der Friedrich-Naumann-Stiftung für die Freiheit in Gummersbach.